# 懷爾德伍德 (馬里蘭州)
懷爾德伍德（英語：Wildewood）是位於美國馬里蘭州聖瑪麗斯縣的一個普查規定居民點。

## 人口
根據2020年美國人口普查的數據，懷爾德伍德的面積為7.58平方千米，當中陸地面積為7.32平方千米，而水域面積為0.26平方千米。當地共有人口7821人，而人口密度為每平方千米1,031.79人。